# ベンゲル (ドイツ)
ベンゲル (独: Bengel) はドイツ連邦共和国 ラインラント＝プファルツ州ベルンカステル＝ヴィットリヒ郡にある町村。

## 交通
ドイツ連邦道路49号線がベンゲルを東西に通っている。西へ向かうと、アウトバーンA1に到る。
また、Moselstreckeの駅がある。